# Anaheim Hills

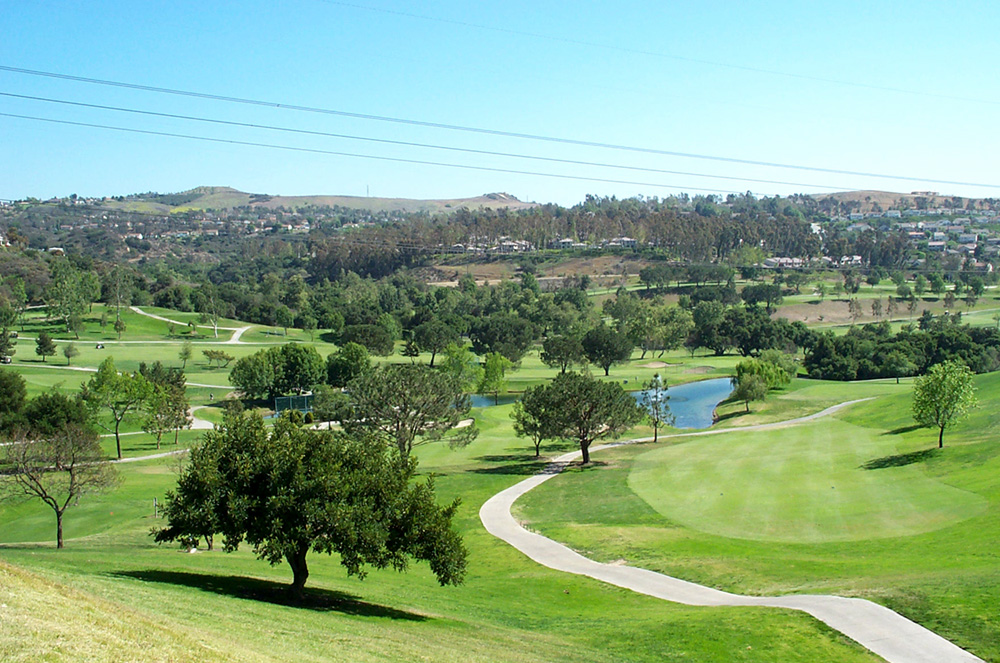
Vista de Anaheim Hills desde el Anaheim Hills Golf Club.

Anaheim Hills es una comunidad planeada ubicada en las partes orientales de la ciudad de Anaheim, en el condado de Orange, California, Estados Unidos.

## Ubicación

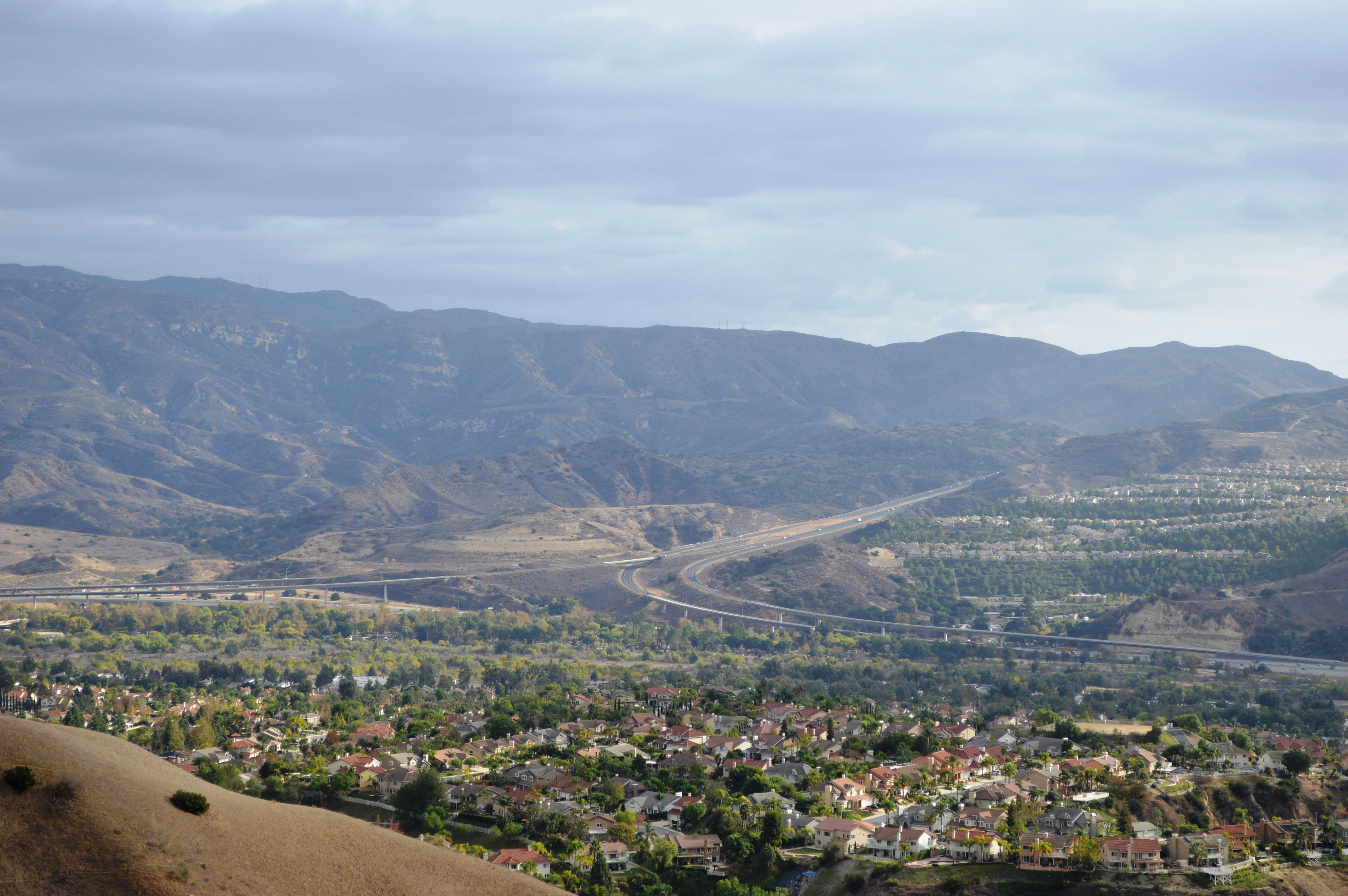
Santa Ana Mountains seen from Hidden Hills Estate in Yorba Linda, California, U.S.A. - Yorba Linda is known as the birthplace of Richard Nixon (37th President of the United States). The freeway that goes sideways in this photo is California State Route 91, with the left side being east (toward Riverside; the road that extends upward (southbound) from the 91 is California State Route 241, which is a toll road. The town below the 91 in this photo, the north side of the 91, is also part of Yorba Linda. The town above the 91 and to the right of the 241, the southwest corner of the interchange, is Anaheim Hills, which technically belongs to the city of Anaheim.)

Anaheim Hills está ubicada justo al sur de Yorba Linda, en el lado opuesto de la Ruta 91 en Imperial Highway. La parte occidental se encuentra ubicada junto a la Ruta 55, en el lado opuesto de la ciudad de Orange. El noreste de la comunidad se extiende desde Gypsum Canyon hasta los límites con los condados de Orange/Riverside, y es rodeada por áreas no incorporadas y el Bosque Nacional Cleveland en el lado este. Al sur se encuentran las Montañas Santa Ana, en el lado opuesto de Villa Park.

## Demografía
53,997 residentes viven en Anaheim Hills. La demografía de la comunidad es del 69.4% blancos, 1.8% afroamericanos o negros, 20.8% asiáticos, 4.1% de otras razas. 8.9% de la población era de origen hispano o latino de cualquier raza.
En 2006 Anaheim Hills tenía un ingreso anual promedio de $127,298.